# 津巴布韋航空
津巴布韋航空（IATA：UM，ICAO：AZW）是非洲國家辛巴威的國營航空公司，總部設於首都哈拉雷的國際機場。

## 歷史

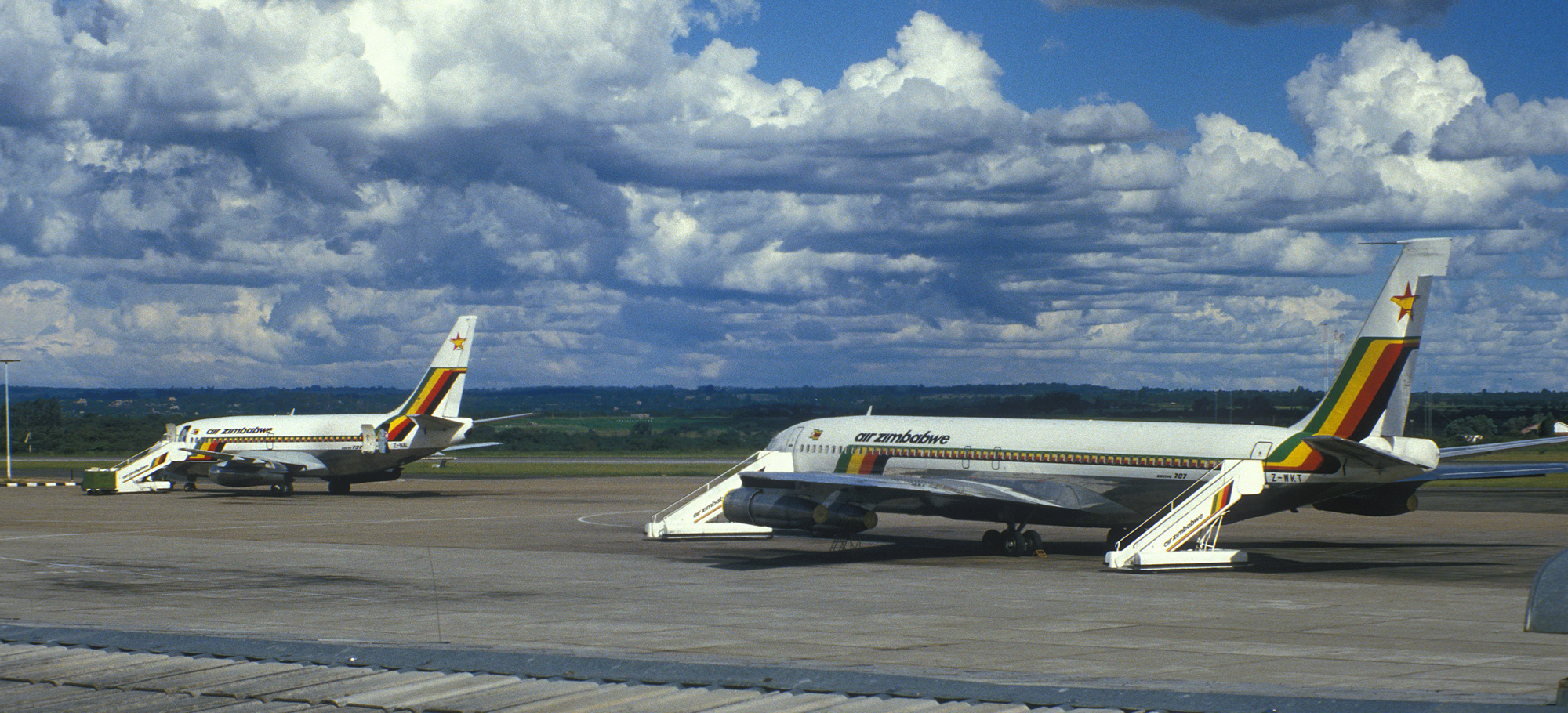
1987年，哈拉雷機場上的兩架津巴布韋航空飛機（波音707，Z-WKT（右）及波音737-200，Z-NAL（左））

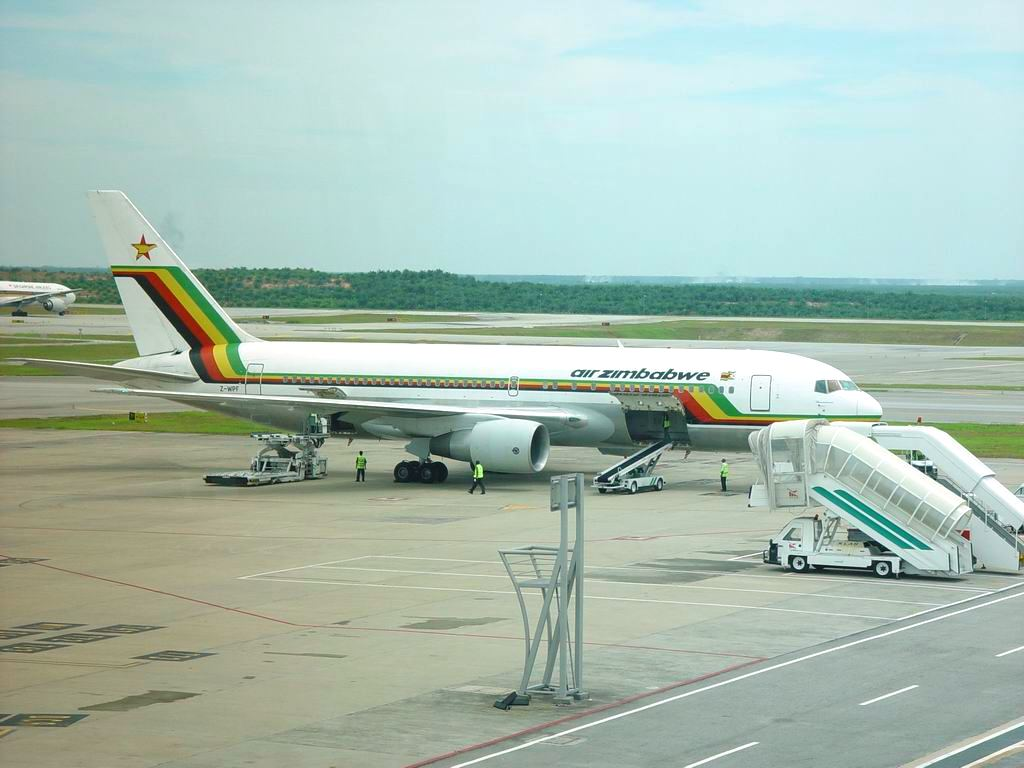
波音767-2N0ER（Z-WPF）在吉隆坡國際機場

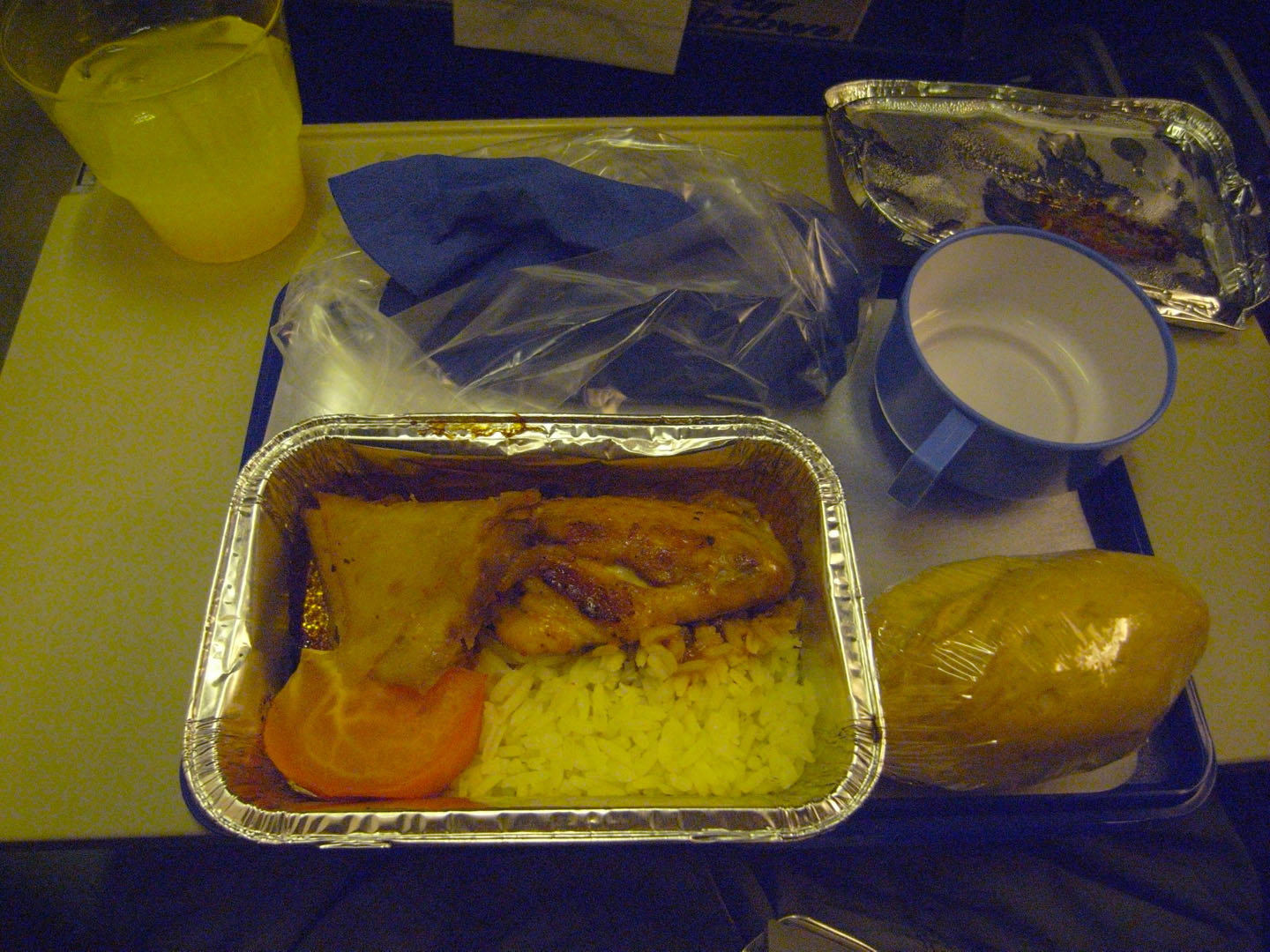
津巴布韋航空飛機餐（哈拉雷-約翰內斯堡）

津巴布韋航空於1967年9月1日成立，初期名為「Air Rhodesia」（羅德西亞航空），1979年6月改名為Air Zimbabwe Rhodesia，於1980年4月津巴布韋人民政府成立後，才改為現時的名稱。同年4月2日，首個航點投入服務，是英国伦敦格域機場。1983年，收購由政府擁有的貨運航空公司Affretair。
津巴布韋航空的機隊初期由原屬Air Rhodesia的波音720及維克斯子爵飛機組成，及後向被前德国汉莎航空的波音707取代。1980年代中期，引入了波音737，以加強區域航線服務。至於波音707客機亦於1990年起退出長途國際航班服務，改用兩架全新波音767-200ER客機取代。2005年，租賃了兩架新舟60飛機，翌年再獲捐贈一架。
2003年，津巴布韋航空出現財政困難，需由本地及國際銀行救濟的事件被廣泛報導，更於2004年2月因未清付債項而被IATA暫停營運。雖然如此，但津巴布韋航空仍於同年11月開辦每周兩班，由哈拉雷經新加坡往北京的航班。2006年4月，客量由1999年的100萬，急降至2005年的23萬人次。時任行政總裁奧斯卡·馬當威機長（Captain Oscar Madombwe）歸咎於國家的政治和經濟局勢不理想，旅客自然會擔心其安全問題，但他認為是不合理的，因為公司的安全紀錄十分優良，但因匯率困難，而無法購置新設備和燃料。
津巴布韋航空航線的機票價錢，於2006年10月上升了5倍，原因是通貨膨脹升至1,000%。面對如此高通脹，津巴布韋中央銀行表示，難以繼續支援如津巴布韋航空等虧本國營公司的財政。津巴布韋航空最後把國內及國際航線的票價分別上升2倍及5倍，原因是要以外匯支付燃料、後備零件及餐膳等正是津巴布韋航空最短缺的東西的開支。
隨著英國航空於2007年10月停辦哈拉雷航線，津巴布韋航空加強倫敦格域機場航線服務至每周5班。英航決定停飛哈拉雷的原因，是因為津巴布韋機場燃料供應短缺。
2012年2月24日，津巴布韋航空宣布因財政問題，即時無限期暫停營運所有航班但津巴布韦航空在2012年5月至2012年7月间暂时复航国内航线，随后再度停飞，2013年4月再次复航，恢复的航线包括国内线和约翰内斯堡线。

## 航點
以下是津巴布韋航空停飛的航點：

### 非洲
辛巴威
- 哈拉雷 - 哈拉雷国际机场（基地及樞紐機場）
- 布拉瓦约 - 布拉瓦約機場
- 维多利亚瀑布 - 維多利亞瀑布機場

南非
- 约翰内斯堡 - 奥利弗·坦博国际机场

坦桑尼亞
- 達累斯薩拉姆 - 朱利葉斯·尼雷爾國際機場

赞比亚
- 盧薩卡 - 卢萨卡国际机场

## 機隊

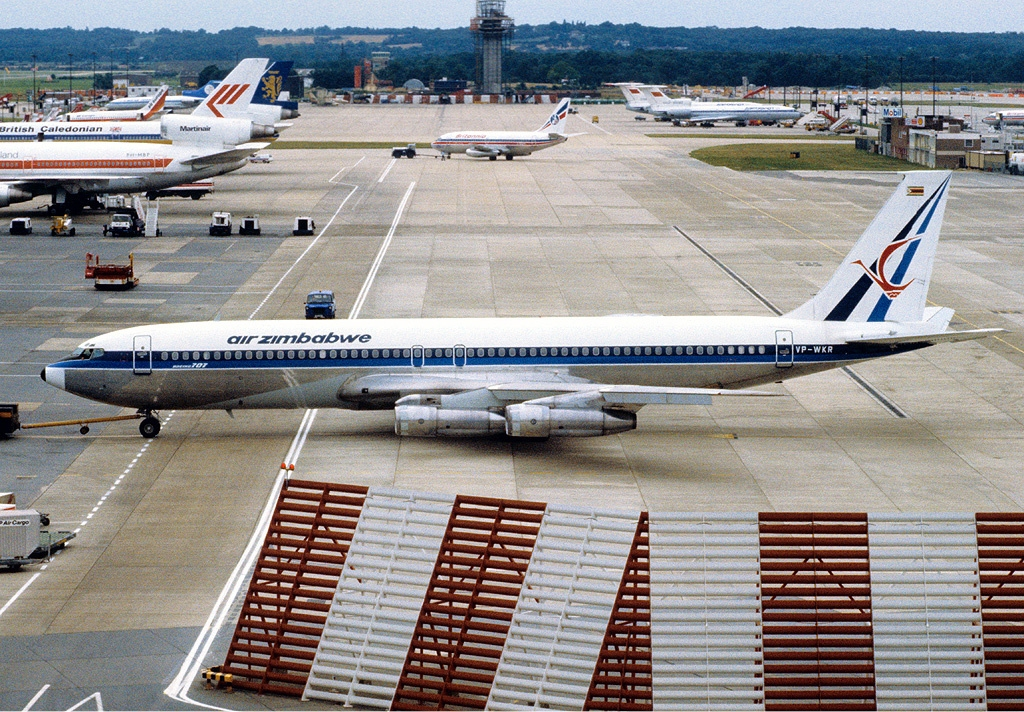
津巴布韋航空的波音707（1982年）（已退役）

截至2017年8月，津巴布韋航空機隊如下：

## 意外及事故
- 1984年7月，編號Z-YNI的維克斯子爵飛機在哈拉雷國際機場上發生意外，飛機事後報廢，後捐予機場消防部作訓練用途[10][11]。

- 2008年2月25日，載有80名乘客，執行UM772航班往新加坡的波音767-200ER客機，在起飛後4小時因技術問題折返哈拉雷。

- 2008年3月12日，執行UM761航班，由杜拜經利隆圭往哈拉雷的波音767-200ER客機，因里朗威機場方面欠缺消防設施而放棄著陸，直接飛往哈拉雷。

- 2008年5月7日，執行UM726航班，由哈拉雷經里朗威往倫敦格域機場的波音767-200ER客機，在里朗威起飛時吸入兩隻雀鳥，被迫放棄起飛，主起落架所有輪胎起火，消防車在火勢蔓延前將火撲熄，91名乘客全數安全逃生，無人受傷。

- 2009年1月25日，執行UM356航班，由盧本巴希飛往金夏沙的波音737-200（Z-WPC），在起飛後15分鐘，系統警報指右邊發動機起火，機員隨即關掉右邊發動機關掉及放下氧氣罩，安全折返盧本巴希，機員及50名乘客安全疏散，無人受傷，發動機證實沒有起火。

- 2009年11月3日，執行UM239航班的新舟60在起飛時撞倒5隻疣豬，機師放棄停止起飛，飛機衝出跑道，起落架倒塌，引擎損壞，飛機機身有損毀。幸運的是，機上全部34名乘客和4名機組人員無人傷亡，但機上的幾位記者卻被津巴布韋警方扣押並沒收摄影器材[12]。

- 2010年4月3日，UM367航班，載有113名乘客及6名機組人員，由哈拉雷飛往約翰尼斯堡的波音737-200，系統錯誤向南非地面發出劫機警報，飛機最終安全著陸於目的地。

- 2010年12月6日，執行UM329航班，由維多利亞瀑布飛往哈拉雷的波音737-200，接獲發動機失火通知，機師把該發動機關掉，並安全著陸於哈拉雷。

## 飛行常客獎勵計劃
津巴布韋航空的飛行常客獎勵計劃是The Rainbow Club，提供個人及公司戶口。

## 外部連結
- 官方網站 （页面存档备份，存于）
- 官方網站（北美洲版） （页面存档备份，存于）
- 機隊資料